# VL 92 Balder (schip, 1912)
De VL.92 Balder is een zeillogger, die in 1912 op de Vlaardingse werf van A.de Jong is gebouwd. 

## Geschiedenis
De kiel van het schip werd gelegd op 15 maart 1912; op 15 mei 1912 werd het schip te water gelaten. De Balder heeft van 1912 tot 1921 dienstgedaan in de Vlaardingse haringvisserij. Daarna is zij opgelegd omdat de Balder de concurrentie met de moderne motorloggers niet meer aankon. In 1929 werd zij verkocht aan rederij A.van der Zwan in Scheveningen, die ingrijpende veranderingen aanbracht. De romp werd verlengd en er werd een motor ingebouwd. Na de verbouwing is met het schip, inmiddels hernoemd tot Oceaan 1, haring gevangen tot het door de Duitse bezetter in 1941 werd gevorderd.
Enkele maanden na de Tweede Wereldoorlog kwam de Balder terug naar Nederland, waar zij opnieuw in dienst werd gesteld. Uiteindelijk werd het schip verkocht aan de Vereniging Beroepsonderwijs in Den Haag, die het onder de naam Zeearend vanaf 1960 gebruikte voor de beroepsopleiding voor de trawler- en vleetvisserij.
Haar werkzame leven eindigde in 1976, toen de Balder voor het symbolische bedrag van 1 gulden werd verkocht aan het Nederlands Scheepvaartmuseum te Amsterdam. Hier werd de Balder zo ver mogelijk naar de oorspronkelijke staat terug gerestaureerd. Omdat het schip niet in de collectie paste is de Balder in 2006 overgedragen aan het Visserijmuseum  nu Museum Vlaardingen in Vlaardingen voor het symbolische bedrag van 1 euro.

## Stichting
Tegenwoordig wordt de VL.92 Balder beheerd door de Stichting Zeillogger Balder, opgericht 18 mei 2010.  De SZB wil de zeillogger VL.92 Balder behouden als maritiem erfgoed voor de stad Vlaardingen en de rijke historie van de Nederlandse visserij. In 2001 heeft het Klassebureau voor de scheepvaart Register Holland, de VL.92 Balder aan een uitgebreide technische inspectie onderworpen met als uiteindelijk oordeel dat een grootschalige reparatie op dat moment het schip van de ondergang kan redden. Indien deze restauratie met duurzame middelen wordt uitgevoerd is dit een garantie dat zij voor de toekomst behouden kan blijven.
Een, door de Stichting in overleg met diverse scheepsreparatie bedrijven, opgesteld rapport waarin gedetailleerd de belangrijkste en noodzakelijke werkzaamheden zijn opgetekend dient als basis voor een definitief restauratie bestek.
De stichting beperkte de kosten van de restauratie in aanzienlijke mate door zelf, samen met een team van vrijwilligers, veel voorbereidend werk te verrichten. Begin december 2013 is de Balder naar scheepswerf Bocxe in Delft gevaren voor de restauratie werkzaamheden. In veel gevallen is er een duidelijke afweging gemaakt tussen enerzijds het beperken van de financiële uitgaven en anderzijds het bereiken van een authentieke en duurzame constructie. Nadat op 24 oktober 2014 het schip weer te water is gezet zijn masten, giek en gaffels teruggeplaatst en het vernieuwde staand en lopend want aangebracht.  Een nieuwe elektrische installatie is aangelegd.

## Externe links

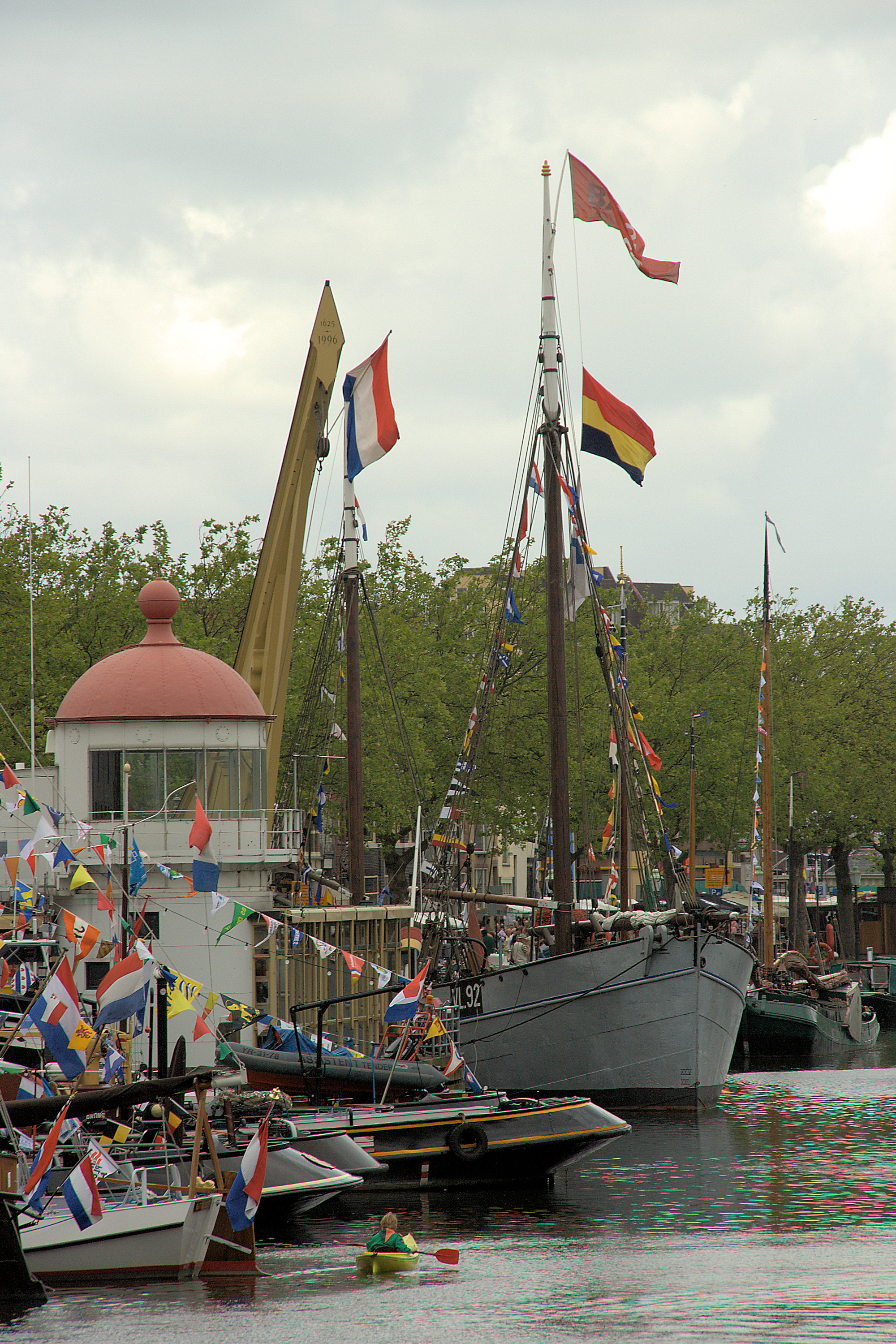
De VL 92 Balder op haar vaste ligplaats

## Publicaties
- van T Hoft naar t'Hoofd, Geschiedenis van de VL92. Balder
- Bidboek Balder